# کنکورد (تنسی)
کنکورد (به انگلیسی: Concord) یک منطقهٔ مسکونی در ایالات متحده آمریکا است که در شهرستان ناکس، تنسی واقع شده‌است.